# Francesco Leoni (fotografo)
Francesco Leoni (Genova, 27 settembre 1925 – Genova, 3 ottobre 2000) è stato un fotografo italiano.
È stato uno fra i maggiori fotoreporter fra gli anni cinquanta e settanta, titolare di un'agenzia fotogiornalistica - lo Studio Leoni - attiva attraverso una fitta rete di giovani fotografi "di bottega" e di freelance da Cannes a Livorno. Genova, negli anni cinquanta, era scalo importante degli ultimi transatlantici e Leoni ebbe la possibilità di fotografare buona parte dei personaggi internazionali di passaggio per la Superba: teste coronate e statisti, registi e attori, scrittori e musicisti. In quello stesso periodo, le Riviere s'imponevano come set di grande bellezza naturalistica, assai apprezzate da cineasti europei e americani. E a Portofino, attorno a Rex Harrison, si formava una piccola colonia di VIP britannici.
La fotocamera di Leoni è stata testimone di un momento irripetibile del costume italiano, ma anche della crescita e del cambiamento di Genova, che le sue immagini riescono a restituire come una capitale europea a pieno titolo.
Ha pubblicato per diverse testate giornalistiche fra cui Epoca.

## Biografia
(Francesco Leoni)
Ancora adolescente, nel 1937 si era avvicinato alla fotografia come apprendista di bottega nello studio del cavalier Agosto, il fotografo ufficiale del Comune di Genova. Nel 1953 aveva aperto una propria agenzia, con un metodo di lavoro relativamente nuovo, basato su una ricerca di notizie e una rete di informatori che anticipasse le richieste dei giornalisti anziché seguirle.
Uno degli scoop di maggiore importanza sotto l'aspetto giornalistico che sia stato realizzato da Leoni è quello risalente ai primi anni cinquanta che documentava fotograficamente l'intervista fatta da Arrigo Petacco per il quotidiano Il Lavoro all'inavvicinabile "boss" della mafia Joe Pici, affiliato al clan di Lucky Luciano (e che sarà poi in affari con Gaetano Badalamenti), destinato al confino nella cittadina rivierasca di Bogliasco dopo un processo a Napoli per traffico di sostanze stupefacenti.

Leoni si occupò di contattare Pici e, ottenuto da questi il consenso a rilasciare l'intervista, in compagnia del giornalista, incontrò il confinato - come poi raccontò nel libro Genova nera e bianca. 1960-1980 nell'album fotografico di Francesco Leoni (v. bibliografia) - all'altezza del posto di dazio che costituiva il limite invalicabile per Pici fra il comune rivierasco e il territorio comunale di Genova.

Il servizio piacque agli allora direttore e caporedattore di Epoca, Enzo Biagi e Oreste del Buono, che lo acquisirono.
Fondamentale, sotto questo profilo, fu la collaborazione con due giornalisti allora poco più che all'esordio professionale, Guido Coppini ed Arrigo Petacco (il primo - che sarà poi inviato della Gazzetta del Popolo - è stato uno dei pochi giornalisti italiani a testimoniare di persona i fatti di Ungheria del 1956; il secondo diventerà un apprezzato storico): Coppini e Petacco tradurranno in storie gli scatti in bianco e nero che fissano la realtà vista con gli occhi del fotoreporter.
Una terza figura fondamentale per la crescita professionale di Leoni è stata poi quella di Sandro Pertini, futuro presidente della Repubblica Italiana, dal 1946 al 1968 direttore del quotidiano socialista genovese Il Lavoro, per il quale il fotoreporter genovese collaborò.

## Bianco e nero per una storia
Nelle sue istantanee in bianco, vicinissime per stile al nascente neorealismo cinematografico, servendosi di macchine all'epoca all'avanguardia come Leica, Nikon e Rolleiflex, Leoni ha immortalato il centro storico attorno ai portici di Sottoripa, la città in guerra sotto i bombardamenti delle forze alleate, il dopoguerra con il doloroso capitolo del soccorso del piano Marshall e della ricostruzione, gli scontri di piazza del 30 giugno 1960 in piazza De Ferrari contro il governo Tambroni (fissando sulla lastra fotografica quelli che sarebbero da allora stati definiti i ragazzi dalle magliette a strisce), la rinascita e il recupero di un'antica fierezza per Genova in un periodo che ha segnato una decade destinata a diventare storica - quella degli anni sessanta - fino alla vigilia dei fasti di inizio anni novanta con il recupero del porto antico di Genova, la ricostruzione del Teatro Carlo Felice, le celebrazioni colombiane per il cinquecentenario colombiano della scoperta dell'America.
Sorta di memoria storica, Leoni è stato curatore - come collezionista - di un proprio personale archivio fotografico che testimonia quasi un secolo di storia cittadina: le visite nel capoluogo ligure del duce Benito Mussolini, il lavoro operaio ai cantieri navali, le opere di Padre Umile, i lavori di costruzione della camionale, oggi Autostrada A7 Genova-Milano, l'attività dei primi venditori ambulanti cinesi sulle spiagge cittadine.
Una delle istantanee storiche di cui Leoni acquisì i diritti (per devolverne poi però il ricavato a beneficio della madre della vittima) è quella, scattata da un fotografo dilettante, Ilio Galletta, che riprese l'uccisione di un fattorino dell'Istituto Case Popolari da parte dei membri di una banda di rapinatori, la Banda XII Ottobre, da cui sarebbe poi nato un braccio delle Brigate Rosse.
Nel 2007, Banca Carige gli ha dedicato, in occasione dei centosessant'anni dalla fondazione, una mostra intitolata Francesco Leoni e il fotogiornalismo - Istantanee per una storia, allestita nei sala delle Grida al Palazzo della Borsa Nuova di Genova, e curata da Mauro Bocci..
La cura dell'Archivio e dello Studio Leoni sono passati, con la morte di Leoni, ai figli Paola e Andrea.
Con l'interessamento anche della Regione Liguria, l'Archivio fotografico Leoni, con oltre 3 milioni di immagini fotografiche, lastre e negativi è a disposizione del pubblico grazie all' acquisizione del Galata - Museo del mare di Genova dal Marzo 2022.